# Anisaspoides gigantea
Genre
Espèce
Anisaspoides gigantea, unique représentant du genre Anisaspoides, est une espèce d'araignées mygalomorphes de la famille des Paratropididae.

## Distribution
Cette espèce est endémique du Pará au Brésil,. Elle se rencontre vers Breves

## Description
La femelle holotype mesure 12,75 mm.
La femelle décrite par Sherwood, Lucas et Brescovit en 2022 mesure 20,0 mm.

## Systématique et taxinomie
Cette espèce a été décrite par F. O. Pickard-Cambridge en 1896.
Ce genre a été décrit par F. O. Pickard-Cambridge en 1896 dans les Theraphosidae.

## Publication originale
- F. O. Pickard-Cambridge, 1896 : « On the Theraphosidae of the lower Amazons: being an account of the new genera and species of this group of spiders discovered during the expedition of the steamship "Faraday" up the river Amazons. » Proceedings of the Zoological Society of London, vol. 1896, p. 716-766 (texte intégral).